# Eremotherium
Eremotherium é um gênero extinto em mamíferos placentários com distribuição intertropical, cujos restos foram recuperados em toda a América. No entanto, a classificação de fósseis é questionada, dada a escassez de materiais para avaliar critérios e variações morfológicas.
O Eremotherium também é conhecido como Preguiça Gigante. As informações referentes a tamanho e peso ainda não são exatas, mas os estudos recentes indicam que seu peso era próximo a 5 toneladas, quando em postura bípede chegaria a uma altura superior a 4 metros, comprimento superior a 6 metros.
É parte da Megafauna (MEGA = grande/ FAUNA = animais) viveram durante o pleistoceno. O Pleistoceno é a época que se iniciou há aproximadamente 2,6 milhões de anos e terminou há cerca de 11.000 anos, quando chegou ao final o que os cientistas chamam de “Era do Gelo”. A Megafauna Pleistocênica habitou todos os continentes do planeta, menos a Antártida.

## Taxonomia
Ele foi nomeado pela primeira vez em 1948 por Spillmann, que incluiu-o na família Megatheriidae; então confirmado por Carrol 1988, Cisneros 2005, e Salles em 2006. Gaudin 1995 atribui à subfamília Megatheriinae.
Carlos de Paula Couto (1910-1985) em 1980, com base em uma espécie fóssil descrito Xenocnus cearensis então, em 2008, Cartelle atribuído a um Eremotherium laurillardi.

## Morfologia
A morfologia dentária, craniana e mandibular entre E. laurillardi e E. eomigrans são indistinguíveis, mas o resto do esqueleto de E. eomigrans é mais elegante e as pernas dianteiras são pentadáctilas, enquanto nas E. laurillardi é mais robusto e as pernas dianteiras deles são tetradáctilas.